# Phyllophaga praesidii
Phyllophaga praesidii är en skalbaggsart som beskrevs av Bates 1888. Phyllophaga praesidii ingår i släktet Phyllophaga och familjen Melolonthidae. Inga underarter finns listade i Catalogue of Life.